# Jan-Eric Kohrs
Jan-Eric Kohrs (* 3. Juli 1970 in Hamburg) ist ein deutscher Musiker, Komponist und Musikproduzent.

## Leben

### Kindheit und Jugend
Jan-Eric studierte bereits als Kind Musik (klassisches Klavier) am Konservatorium Blankenese in Hamburg. Er gewann Preise bei klassischen Wettbewerben wie Jugend musiziert und erhielt Stipendien und Förderpreise. Nach musikalischen Ausflügen in den Boogie Woogie entdeckte er seine Leidenschaft für elektronisch produzierte Popmusik und erweiterte sein Instrumentarium um Synthesizer, Keyboards und einen Computer mit Sequenzerprogramm. Nach dem Abitur studierte Kohrs Betriebswirtschaft, blieb der Musik während seiner Studienzeit aber verbunden. Er trat in Hamburg als DJ auf und gründete während des Studiums die Band Shazard mit der Sängerin Nathalie Dorra, die große lokale Erfolge in Hamburg und Umgebung erzielen konnte und ihn in die Hamburger Musikszene um den Angie’s Nightclub Anfang der 90er einführte sowie den ersten Schallplattenvertrag mit dem Label RCA einbrachte.

### Produzent
1997 schrieb Jan-Eric Kohrs das Lied Verrückte Jungs für die Sängerin Blümchen (heute bekannt als Jasmin Wagner), die damit einen Top-20-Hit hatte. Er erhielt eine Goldene Schallplatte für 150.000 verkaufte Exemplare des Albums Verliebt. 1998 wurde die erste gemeinsame Produktionsarbeit mit seinem damaligen Weggefährten Carsten Heusmann (die Künstlerin JouJou) von dem Label RCA/BMG aufgenommen. Das Album wurde in einer Abhörsession von dem Produzenten Frank Peterson entdeckt und brachte die drei für zukünftige Arbeiten zusammen. 1998 arbeitete Jan-Eric Kohrs mit Carsten Heusmann und Frank Peterson an einer Neuauflage des Projekts Gregorian, das Peterson nach der Trennung von Michael Cretu und Enigma 1991 gegründet hatte. Bis 2009 hat das Team mit der Masters-of-Chant-Serie mehr als 150 Songs bearbeitet, 9 Alben veröffentlicht und Gold und Platinschallplatten für mehr als 5 Millionen weltweit verkaufte Tonträger erhalten. Gregorian wurde 2002 in Österreich mit dem Amadeus Award geehrt und insgesamt schon zweimal für den deutschen Echo nominiert. 2010 erscheint der 11. Tonträger der Gruppe mit dem Namen The Dark Side of the Chant. Jan-Eric Kohrs produzierte auf diesem Album unter anderem die aufsehenerregende neue Version und bisher einzige vom Verlag freigegebene Bearbeitung des Titels O Fortuna aus Carl Orffs Carmina Burana.
2003 trennten sich Jan-Eric Kohrs und Carsten Heusmann als gemeinsames Produktionsteam, arbeiten aber an Gregorian und im Nemo-Studio an verschiedenen Produktionen weiterhin zusammen. Kohrs gründete die Musikproduktion Wunderkind Entertainment und betreibt sein eigenes Tonstudio in Hamburg weiterhin unter anderen auch in enger Kooperation mit Frank Peterson. 2006 gelang es Jan-Eric Kohrs zusammen mit einer PR-Agentur zur Fußballweltmeisterschaft 2006 in Deutschland sechs Ex-Weltmeister aus Brasilien zusammenzuführen. Das Projekt Legendarios do Brasil vereinte singenderweise die ehemaligen Spielerlegenden Jair Ventura Filho (Jairzinho), Altair Gomes de Figueiredo, Jair Marinho de Oliveira, Hercules „Brito“ Ruas, Marco Antônio Feliciano und Roberto Lopes de Miranda.
2007 produzierte Jan-Eric Kohrs das Album In meinem Herzen der französischen Sängerin Mireille Mathieu. Auch das nächste Album 2009 Nah bei Dir wurde von Jan-Eric Kohrs produziert und im Guillaume Tell Studio Paris aufgenommen sowie 2013 das Album Wenn mein Lied Deine Seele küsst, auf dem Mathieu ihre Klassiker wie La Paloma, Hinter den Kulissen von Paris, Es geht mir gut Merci Cheri, Tarata Ting Tarata Tong sowie auch viele neue Lieder aufgenommen hat.
2010 schrieb und produzierte Jan-Eric Kohrs zusammen mit Jan Ole Claasen und Heiko Reiny Reinke den Song zur Fußballweltmeisterschaft 2010 – Wir gehen nur zurück um Anlauf zu nehm’ von Oliver Pocher, der vom Fifa-Sponsor McDonald’s als offizielle Hymne für Deutschland übernommen wurde. Außer für die oben genannten Künstler war Jan-Eric Kohrs für verschiedene andere Künstler tätig. Dazu zählen unter anderem Sarah Brightman, Alannah Myles, Coolio, Princessa, Nevio, DePhazz, Bernhard Hirtreiter und Marco da Silva.

### Musikalischer Direktor
Neben seiner Produzententätigkeit wirkte Jan-Eric Kohrs auch im Livemusikbereich. Neben der musikalischen Leitung der europaweiten Gregorian-Tourneen in den Jahren 2000, 2003, 2005, und 2009 übernahm er auch die musikalische Leitung der Harem-Welttournee 2003/2004 und der Symphony-Welttournee 2008/2009 von Sarah Brightman. Er dirigierte in diesem Zuge weltweit Orchester unter anderem mit Musikern der Wiener Symphoniker und arbeitete mit Tenören wie Mario Frangoulis, Alessandro Safina, Fernando Lima und Erkan Aki oder der indischen Sängerin Shweta Shetty. Einzelauftritte fanden unter anderem mit Gregorian in Byblos im Libanon, zum Papstbesuch in Bet Sche’an 2009, Israel, der historischen Tempelanlage in Nara, Japan, oder dem Kreml in Moskau statt. Mit Sarah Brightman fanden Auftritte vor den Maya-Pyramiden in Chichén Itzá, Mexiko, vor der Akropolis in Athen, vor dem Palast des ehemaligen rumänischen Diktators Ceausescu oder im Wiener Stephansdom statt. Jan-Eric Kohrs trat mit Sarah Brightman unter anderem im legendären Madison Square Garden auf, außerdem im Staples Center in Los Angeles, 4 aufeinanderfolgende Tage in der Budokan Arena in Tokio, in der Wembley Arena in London und im MGM Grand im Las Vegas. 2010 führt im November ebenfalls eine Sarah Brightman Tour durch Kanada, Japan, Macau und Südkorea.
2007 nahm Jan-Eric Kohrs mit Carolin Fortenbacher und dem Lied Hinter’m Ozean an der Deutschen Vorentscheidung zum Eurovision Song Contest 2008 teil und belegte nur knapp den 2. Platz hinter den No Angels. 2008 spielte Jan-Eric Kohrs die Promotiontour für das neue Album Wasted der US-amerikanischen Sängerin Jennifer Paige in Deutschland und Mallorca.
2011 leitet Jan-Eric Kohrs die Auslandsdaten der großangelegten Gregorian – "The Dark Side of the Chant" Bühnenshow, die neben dem europäischen Ausland über Russland Gregorian erstmals bis nach China führt.
zum Jahreswechsel 2014/2015 übernimmt Jan-Eric Kohrs die musikalische Leitung der Gregorian Winter Chants Tour, die mit mehr als 50.000 Besuchern Gregorian zeitgleich mit 2 Casts in Deutschland und Europa tourt.

### Musiklabel
2010 gründet Jan-Eric Kohrs zusammen mit Stephan Moritz ein ursprünglich im Vertrieb von Universal, seit 2011 im Vertrieb von Sony Music und aktuell im Vertrieb von Rough Trade. Nach dem ersten Media-Control-Charterfolg mit Oliver Pochers WM-Hit "2010 – Wir gehen nur zurück um Anlauf zu nehm’", mit dem das junge Label direkt Gold-Status, eine Kooperation mit McDonald’s und mit einem IMPALA Award ausgezeichnet wurde, wurde als weitere Künstlerin Kim Debkowski – bekannt unter ihrem Künstlernamen Kim Gloss und erfolgreichster weiblicher Teilnehmer aus der DSDS-Staffel 2010 unter Vertrag genommen. Kim Gloss' erstes Album erschien im Mai 2011 unter dem Titel Rockstar mit einer gleichnamigen Single. Mit Rocco Stark, den Kim Gloss im Dschungelcamp 2012 kennenlernte, besang sie auch das Liebesduett Is it Love. Weitere Künstler des MOKOH Labels und unter Mitwirkung von Jan-Eric Kohrs produziert: Oliver Pocher, Kim Gloss, Rocco Stark, Joachim Deutschland, Anthony Thet, The Mint, Tanga Elektra, Lova Green.
2014 gründet Jan-Eric Kohrs eine Produktionsfirma/Rental Studio für Film und Fotoproduktionen und als neues Musiklabel/Verlag mit 3 Recording Studios.
MOKOH Music wird von Stephan Moritz alleine weitergeführt.

## Diskografie (Alben)
Die Abkürzungen stehen für Produzent (P), Arrangeur (A), Programmierer (PR), Urheber (C) und Musiker (M).
- 1997: Blümchen – Jasmin Wagner – Verliebt (C) edel Music
- 1997: Blümchen – Jasmin Wagner – Verrückte Jungs (C) edel music
- 1998: Yasmin K. – Wo bist Du? (P/A/PR/M) Universal Music
- 1998: Sarah Brightman – Who wants to live forever (ueberGog X-citing Remix) (PR) eastwest records
- 1998: K.B. Caps – Do you really need me 98 (P/A/PR/M) ZYX
- 1998: Chazz feat. Coolio – Raise the Roof (P/A/PR/M) RCA (Sony/BMG)
- 1999: Blümchen – Jasmin Wagner – Live in Berlin (C) edel music
- 1999: Princessa – I won’t forget you (M) Warner Music
- 1999: Die wahren Bosse DWB – An jenem Tag (P/A/PR/M) Booya Records (Universal)
- 1999: Gregorian – Masters of Chant Chapter I (P/A/PR/M/C) edel music
- 2000: Gregorian – DVD Gregorian Santiago de Compostela (P/A/PR/M) edel music
- 2000: Marco da Silva – La Bamba (P/A/PR/M/C) Mercury (Universal)
- 2000: DJ Luck and MC Neat – Masterblaster 2000 Remix (PR/M) edel music
- 2000: Alannah Myles – Like Flames (A/PR/M) Freizeit (Universal Music)
- 2001: Gregorian – DVD Gregorian in Irland (P/A/PR/M) edel music
- 2001: Billy Ray Martin – Eighteen Carat Garbage RMX (PR) Sonnenstrahl
- 2001: DePhazz – Jeunesse Doree RMX (PR) Universal
- 2001: Sarah Brightman – La Luna (PR/M) EMI
- 2001: Gregorian – Masters of Chant Chapter II (P/A/PR/M/C) edel music
- 2002: Gregorian – DVD Gregorian in Germany (P/A/PR/M) edel music
- 2002: Gregorian – Masters of Chant Chapter III (P/A/PR/M/C) edel music
- 2003: Gregorian – DVD Gregorian Gold Edition (P/A/PR/M) edel music
- 2003: Gregorian – Masters of Chant Chapter IV (P/A/PR/M/C) edel music
- 2004: Sarah Brightman – Live from Las Vegas (The Harem World Tour) (M) EMI
- 2004: Gregorian – Masters of Chant The Dark Side (P/A/PR/M/C), edel music
- 2005: Gregorian – DVD The Masterpieces Live in Prague (P/A/PR/M/C), edel music
- 2005: Gregorian – Special Edition (P/A/PR/M/C), edel music
- 2005: Gregorian – The Masterpieces (P/A/PR/M), edel music
- 2005: Princessa – All I want (C), edel music
- 2005: Ataxian – Autumn Leaves (P/A/PR/M/C), Nightclub records
- 2006: Gregorian – Masters of Chant Chapter V (P/A/PR/M), edel music
- 2006: Legendarios Do Brasil – Viva Brasil (P/A/PR/M/C), EMI music
- 2006: Bernhard Hirtreiter – Du bist die liebe (P/A/PR/M), Sony BMG
- 2006: Gregorian – Christmas Chants (P/A/PR/M/C), edel music
- 2007: Nevio Passaro – Amore per Sempre (M), Universal Music
- 2007: Gregorian – DVD Live at Burg Kreuzenstein (P/A/PR/M), edel music
- 2007: Gregorian – Earbook Monastery Moods (P/A/PR/M/C), edel music
- 2007: Young CRhyme – Stand Up WKE RMX (PR), Mixtape
- 2007: Margit un de Freesenjungs e. V. – Wenn weisse Wolken wandern… (M), Music Plant
- 2007: Gregorian – Masters of Chant Chapter VI (P/A/PR/M/C), edel music
- 2007: Mireille Mathieu – In meinem Herzen (P/A/PR/M), Sony BMG
- 2008: Fabius – De Dag (ward noch goot) (P/A/PR/M/C), Nightclub records
- 2008: The Lullaby Bells – Baby’s Favorite Tunes (P/A/PR/M/C), Wunderkind Entertainment
- 2008: Fortenbacher – Drama (M), Warner Music
- 2008: Gregorian – Gregorian Masters of Chant (P/A/PR/M/C), Curb Records
- 2008: Sarah Brightman – Symphony – Live in Vienna (M), Blue Note Label Group
- 2008: Jou Jou – Departure (P/A/PR/M/C), Wunderkind Entertainment
- 2008: Young CRhyme – CRhyme City 2.0 (PR), Wunderkind Entertainment/Nightclub records
- 2008: Lexington Bridge – LXB – Dance With Me (A), Universal Music
- 2008: Fabius – Ick leeve (P/A/PR/M/C), Wunderkind Songs
- 2008: Sarah Brightman – A Winter Symphony (M), Angel Records/EMI
- 2008: Gregorian – Christmas Chants & Visions (P/A/PR/M), edel music
- 2009: Sweet Sister Pain – Digital Boheme (P), Wunderkind Entertainment
- 2009: Gregorian – Masters of Chant VII 10th Anniversary (P/A/PR/M), edel music
- 2009: Young CRhyme – Mami can’t Dance (P/PR), Wunderkind Entertainment
- 2009: Gregorian – Christmas Chants USA (P/A/PR/M), Curb Records
- 2009: Mireille Mathieu – Nah bei Dir (P/A/PR/M), Sony Music
- 2010: Don Pi – Rio Jazz (P), Wunderkind Entertainment
- 2010: Hannes Diem – Im Zeichen des Halbkreis (P/A/PR), Wunderkind Entertainment
- 2010: Oliver Pocher – Wir gehen nur zurück um Anlauf zu nehm' (P/A/PR/M/C), Mokoh Music/Universal
- 2010: Gregorian – The Dark Side of the Chant (P/A/PR/M/C), Starwatch
- 2011: Kim Gloss – Famous in Paris/Rock me Amadeus (P/A/PR/M), Mokoh Music/Sony Music
- 2011: Gregorian – The best of (P/A/PR/M/C), edel music
- 2011: Kim Gloss – Rockstar Maxi-Single (P/A/PR/C/M), Mokoh Music/Sony Music
- 2011: Der zwölfte Mann – Nach ganz oben (Hertha BSC) (P/A/PR/C/M), Mokoh Music
- 2011: Kim Gloss – Rockstar Album (P/A/PR/C/M), Mokoh Music/Sony Music
- 2011: Gregorian – Masters of Chant 8 (P/A/PR/M/C), Starwatch/SME
- 2012: The Collection – Kim Gloss (P/A/PR/M), Mokoh Music/Kik
- 2012: Bunga Bunga Italiano (P/A/PR/M), Mokoh Music/Sony Music
- 2012: Ray Bom A Bom A – Kim Gloss (P/A/PR/M), Mokoh Music/Sony Music
- 2012: Is it Love – Rocco Stark & Kim Gloss (P/A/PR/M/C), Mokoh Music/Sony Music
- 2012: Epic Chants – Gregorian (P/A/PR/M), Starwatch/Sony Music
- 2012: True Love – Erkan Aki (P/M/C) Mokoh Music/Rough Trade
- 2013: Der neue Deutschland – Joachim Deutschland (P/M/C) Mokoh Music/Rough Trade
- 2013: Gentlemental – Anthony Thet (P/A/PR/M) Mokoh Music/Rough Trade
- 2013: Masters of Chant 9 – Gregorian (P/A/PR/M), Starwatch/Sony Music
- 2013: Wenn mein Lied Deine Seele küsst – Mireille Mathieu (P/A/PR/M), Ariola/Sony Music
- 2014: Sun we are ready – Tanga Elektra (P/A/PR/M), MOKOH Music/Rough Trade
- 2014: Young CRhyme feat. Jessica Wahls – The Love is so far away (P/PR), Single Wunderkind Entertainment
- 2014: Fernanda Brandao – Brazilian Summer (P/A/PR/C/M), Sony Music
- 2014: Young CRhyme – I miss your brother (P/A/C/M), Single Wunderkind Entertainment
- 2014: Young CRhyme – Only God can stop me (P/PR), Wunderkind Entertainment GmbH
- 2014: Winter Chants – Gregorian (P/A/PR/M), Starwatch/Sony Music
- 2015: Gregorian – The Final Chapter (P/A/PR/M) Earmusic/edel music
- 2016: DJ ALIAM – When we were young (P/A/PR/C) Wunderkind-Entertainment
- 2016: Gregorian – Gregorian Live – The Final Chapter Tour Live (P/M)
- 2017: Young Cryhme – T.H.U.G Original Soundtrack (P/A/C/PR) Wunderkind-Entertainment
- 2017: DJ ALIAM feat Mad Hatters Daughter – Hurt Remix (P/PR) Single / Wunderkind-Entertainment
- 2017: Gregorian – Holy Chants (P/PR/A/M) Nemo/Telamo
- 2017: Kunststoffband/Sascha Alexander Kimaz – Hallo (P/A/PR/M) Wunderkind-Entertainment
- 2017: Gregorian – Masters of Chant – The Platinum Collection (P/A/PR/C/M) Nemo/Telamo
- 2017: Young Crhyme feat Baby Eazy-E – Put your fist up (P/A) Wunderkind-Entertainment
- 2017: Amelia Brightman – The fairest of all seasons (P/PR/A/C/M) Hypertension Music/Soulfood
- 2018: Tanga Elektra – Music (P/A) MOKOH Music/BMG Rights Management
- 2018: Legendarios Do Brasil – Worldcup Music by World Cup Legends (P/A/PR/C/M) Wunderkind-Entertainment
- 2019: Blümchen – Computerliebe (P/A/PR/M) Wunderkind-Entertainment